# Rozpadová řada
Rozpadová řada (též přeměnová nebo radioaktivní) je řada radioaktivních přeměn nestabilních izotopů prvků končící izotopem stabilním. Přeměna, též nepřesně rozpad, v takové řadě probíhá buď vyzařováním částic alfa (jader atomů helia) nebo beta (elektronů nebo pozitronů).

## Základní řady

Grafické znázornění čtyř základních rozpadových řad

Jsou známy čtyři základní rozpadové řady, které vždy začínají jedním z nejtěžších na Zemi se běžně vyskytujících izotopů prvků ze skupiny aktinoidů. Podle tohoto počátečního izotopu jsou též pojmenovány:
- Uran-radiová, začínající uranem 238U a končící olovem 206Pb
- Uran-aktiniová, začínající uranem 235U a končící olovem 207Pb
- Thoriová, začínající thoriem 232Th a končící olovem 208Pb
- Neptuniová, též nesprávně umělá, začínající neptuniem 237Np a končící thalliem 205Tl

Jednotlivé členy základních řad se jeden na druhý přeměňují přeměnou alfa nebo beta. To zajišťuje, že je pro každou řadu zachována specifická podmínka pro nukleonové číslo A v závislosti na počtu neutronů N v jádře:
- A = 4N pro thoriovou řadu,
- A = 4N + 1 pro neptuniovou řadu,
- A = 4N + 2 pro uran-radiovou řadu,
- A = 4N + 3 pro uran-aktiniovou řadu.

Přeměna probíhá na izotopy prvků (splňujících podmínku řady) s nejdelšími (nebo s nimi srovnatelnými) poločasy rozpadu, protože radioaktivní přeměny na jiné nuklidy nejsou možné z energetických důvodů. Proto základní rozpadové řady zahrnují nuklidy ze dna tzv. údolí stability, které mají pro dané atomové číslo poměr neutronů a protonů blízký optimu z hlediska minima vazebné potenciální energie.

## Historický vývoj
Všechny základní rozpadové řady přirozeně probíhají na Zemi. Neptuniová řada však byla donedávna označována za umělou, protože na základě poločasu rozpadu izotopu neptunia 237Np byl jeho přirozený výskyt na Zemi považován za nemožný. Později však byla prokázána přítomnost stopového množství tohoto izotopu v uranových rudách. Za konečný stabilní izotop neptuniové řady byl dlouho považován bismut 209Bi, než bylo v r. 2003 objeveno, že se přeměnou alfa přeměňuje s poločasem rozpadu 1,9×1019 let (miliardkrát delší než předpokládaný věk vesmíru) na stabilní thallium 205Tl.

## Rozšíření řad
Na základě objevů těžších izotopů prvků, které se již na Zemi přirozeně nevyskytují, učiněných ve 20. a 21. století je možné základní řady rozšířit. Thoriová řada tak může začínat např. kaliforniem 252Cf, neptuniová kaliforniem 249Cf atd. Těžší izotopy prvků však podléhají i spontánnímu štěpení na dva lehčí izotopy, které narušují příslušnost těchto izotopů k rozpadové řadě.
Uměle vytvořené nuklidy vzdálené od dna údolí stability (tj. s větším přebytkem či nedostatkem neutronů oproti optimu údolí stability, než mají členy základních řad) pak většinou přecházejí jedinou či celou kaskádou radioaktivních přeměn β− resp. β+ buď na stabilní nuklidy s nukleonovým číslem menším než poslední člen základní rozpadové řady, nebo se na jednu ze základních rozpadových řad napojují. U velmi nestabilních umělých nuklidů jsou pak možné i jiné  srovnatelně pravděpodobné kanály přeměny (dvojitý rozpad beta, emise neutronu či dvou neutronů, emise protonu či dvou protonů, u vysokých nukleonových čísel spontánní štěpení), takže o rozpadové řadě (kaskádě rozpadů se stejným pořadím nuklidů) již nelze hovořit ani v širším smyslu.